# Politiezone MidLim
De Politiezone MidLim of PZ MidLim (zonenummer 5888) was een Belgische politiezone met als werkgebied de Limburgse gemeenten Genk, Houthalen-Helchteren, As, Opglabbeek en Zutendaal.
De zone werd in 2014 opgericht na fusie van de zone GAOZ en de zone Houthalen-Helchteren. Deze nieuwe zone ging van start op 1 mei 2014. De Korpschef van de PZ MidLim zal Hoofdcommissaris Frank Mulleners zijn.
Op 2 mei 2017 fusioneerde de zone met de zone Noordoost Limburg tot de politiezone CARMA.